# Hecates Tholus
Hecates Tholus és un volcà del planeta Mart, notable pels resultats de la missió Mars Express, de l'Agència Espacial Europea, que va indicar que una gran erupció va tenir lloc fa 350 milions d'anys. L'erupció va crear una caldera de 10 km de diàmetre. S'ha suggerit que posteriorment dipòsits glacials van emplenar parcialment la caldera i una depressió adjacent. Càlculs basats en el cràter apunten al fet que aquest es va formar fa de 5 a 20 milions d'anys. No obstant això, models climàtics mostren que el gel no és estable actualment en Hecates Tholus, mostrant evidències de canvi climàtic, ja que les glaceres estaven actives. S'ha demostrat que l'edat de les glaceres correspon al període de màxima obliqüitat de la eclíptica marciana.
El volcà s'hi troba situat en les coordenades 32.1°N 150.2°E, a l'Elysium Planitia, i té un diàmetre de 183 km.Constitueix el més septentrional dels volcans de la regió d'Elysium; els altres són Elysium Mons i Albor Tholus.